# Stargate
Stargate (Poarta stelară) este un univers science-fiction care a început în anul 1994 cu filmul omonim (Stargate (Poarta stelară)). Plecând de la acest film s-a creat ulterior un univers science-fiction în care Pământul se luptă cu extratereștrii care posedă o tehnologie superioară și au puteri supranaturale. Povestea filmului este continuată cu un roman, trei seriale (Stargate SG-1, Stargate Atlantis și Stargate Universe), o serie de desene animate (Stargate Infinity) și altele.
Licența de difuzare, deținută de MGM, continuă să fie una de succes chiar și după 31 ani de la prima difuzare.. Din cauză că la crearea acestui univers au lucrat mai multe echipe de producători, diversele producții Stargate nu prezintă un univers consistent între ele: nici una dintre producții nu prezintă un set de elemente "corecte" sau oficiale.
Producțiile Stargate se bazează pe premisa existenței unei porți stelare, un dispozitiv extraterestru sub formă de cerc care permite transportarea oamenilor sau a obiectelor către dispozitive similare localizate la distanțe cosmice. Majoritatea acțiunilor din episoadele Stargate se desfășoară în perioada contemporană. Guvernul Statelor Unite ale Americii ține secretă existența porții stelare, așadar scenariul prezentat nu intră în contradicție cu realitatea.
În film, multe mitologii au la bază evenimente care implică extratereștrii care au vizitat sau cucerit civilizații pământene în trecutul îndepărtat. În această categorie intră rasa goa'uld care au aterizat pe Pământ în Egiptul antic și, dându-se drept zei, au luat populația ca sclavi și si-au creat propria cultură și religie, utilizând poarta stelară pentru a transporta forță de muncă pe alte planete locuibile. Extratereștrii au fost forțați să părăsească Pământul în urma unei revolte, iar poarta stelară a fost îngropată până la redescoperirea acesteia la Giza, în 1928.

## Filmul

Drumul parcurs de nava Destiny, o navă spatială fictivă din Stargate Universe.

Filmul Stargate, scris de Dean Devlin și regizat de Ronald Emmerich, a fost lansat în 1994. Filmul a fost de la bun început gândit pentru a putea fi continuat, dar Emmerich a trecut ulterior la crearea filmelor Ziua Independenței și Godzilla. Din această cauză filmul nu a fost urmat de celelalte două serii ale trilogiei, așa cum a fost gândit inițial, dar povestea a fost ulterior detaliată de alți scriitori.
Bugetul filmului a fost estimat la aproximativ 55 miloane dolari. Filmul a reușit să strângă din încasări la nivel global aproximativ 196 milioane dolari, cu încasări de 16 milioane dolari la premieră. Reacțiile de la lansarea filmului au fost oarecum diferite. În timp ce unii critici nu au fost deloc impresionați de intriga condusă de   efectele speciale pe lângă un început oarecum lent și un sfărșit slab, alții au fost impresionați de devierea filmului de la clișeele science fiction și de subiectul unic al acestuia.. De asemenea, Emmerich and Devlin au fost acuzați de plagiat.. Filmul a câștigat premiul Staturn pentru "Cel mai bun film science-fiction" și premiul "BMI Film Music Award" pentru coloana sonoră.

### Subiectul filmului
Intriga filmului stă la baza universului Stargate. Un arheolog stralucit, Daniel Jackson (James Spader), este renegat de lumea academică datorită teoriilor avansate ale sale privind Piramida lui Keops care spune el, este construita de extratereștri. Catherine Langford îl angajează pentru a descifra un număr de simboluri găsite pe un artefact antic (Poarta stelară) găsit la Gizeh în 1928. Jackson descoperă că simbolurile sunt de fapt constelații, și că 6 simboluri identifică de fapt un punct în spațiu (o posibilă "destinație"); al șaptelea simbol identifică punctul de origine. Această descoperire scoate la iveală secretul utilizării porții stelare pentru călătorii interplanetare.
Colonelul Jack O'Neil (Kurt Russell) din aviația Statelor Unite ale Americii, împreună cu Daniel, conduc o expediție prin poarta stelară către planeta Abydos. În film se presupune că există numai două porți stelare (cele care interconectau Pamântul si planeta Abydos), așadar scopul misiunii este de a determina dacă Abydos constituie un pericol pentru Pământ, iar în caz afirmativ, trebuia distrusă poarta de pe Abydos pentru a proteja Pământul. Extensiile filmului, precum SG-1 au aflat de la un atac al Goa'ulz-ilor de pe alta planeta ca exista mai multe porți stelare
Pe Abydos, echipa condusă de O'Neil, ei descoperă un oraș egiptean locuit, Daniel nu recunoaște limba, și îi întreba pe locuitori despre scrieri, istoria lor. Locuitorii i-au "zis" ca e interzis. Dupa o perioada Daniel se îndrăgostește  cu o femeie numită Sha're, o locuitoare al orașului care îi fusese inițial dăruită de oamenii de pe Abydos în semn de pace. Îl ajută pe Daniel să înțeleagă limba. A aflat că stăpânul lor este zeul egiptean Ra, iar locuitorii sunt sclavii lui.  Sclavii erau de fapt descendenți ai oamenilor care au fost transportați prin poarta stelară pe Abydos din Egiptul Antic, pentru a extrage un minereu necesar pentru a susține armata lui Ra .Echipa afla ce se petrece  și ajuta oamenii de pe Abydos la răscoala împotriva lui.
Lângă piramida echipa a aplasat o tabara, O'Neil si Daniel erau în oraș, iar ceilalți în tabără. După un timp a venit si Ra, cu nava sa, iar cei din tabara au venit sa verifice piramida, dar unii au fost omorați. La întoarcerea lui O'Neil si Daniel, O'Neil a vrut să amplaseze un focos nuclear lângă poartă.
Înainte ca O'Neil să poată detona un focos nuclear pentru a sigila calea către Pământ, Ra fură bomba și utilizează același minereu folosit la construirea porții(naquadah) pentru a-i crește puterea destructivă cu intenția de a trimite bomba înapoi pe Pământ. O'Neil nu mai reușește să dezamorseze bomba dar o transportă în naveta spațială a lui Ra, distugând astfel naveta și omorându-l pe Ra. O dată cu distrugerea lui Ra, sclavii de pe Abydos sunt eliberați.
O'Neil și ceilalți supraviețuitori ai misiunii se întorc pe Pământ, însă Jackson rămâne pe Abydos pentru a-și trăi viața alături de soția sa.

## Serialele de televiziune

### Stargate SG-1
Stargate SG-1 este un serial de televiziune care a debutat pe canalul Showtime pe 27 Iulie 1997, iar apoi a continuat pe canalul Sci Fi Channel după al cincelea sezon. Creat de Jonathan Glassner și Brad Wright, a avut în distribuția inițială următorii actori: Richard Dean Anderson (Jack O'Neill), Michael Shanks (Daniel Jackson), Amanda Tapping (Samantha Carter), Christopher Judge (Teal'c) și Don S. Davis (Hammond).
Distribuția originală a rămas cam aceeași pe parcursul serialului, dar a suferit unele modificări. Michael Shanks a părăsit serialul la sfârșitul seriei a cincea și a fost înlocuit de Corin Nemec (în rolul lui Jonas Quinn). Shanks a revenit o data cu sezonul 7 și Nemec a părăsit serialul. La sfârșitul sezonului 7 Don S. Davis părăsește show-ul urmând ca golul lăsat să fie umplut de Anderson. În sezonul 9 Anderson părăsește serialul, dar se adaugă doi noi membrii permanenți Beau Bridges și Ben Browder. După debutul într-un episod din seria 8, urmat de apariția în 8 din episoadele seriei 9 și în urma reacției publicului la apariția Claudiei Blackpopular  aceasta și-a câștigat poziția de actor principal în seria a 10-a (ultima).
MGM a cheltuit în medie 1.400.000 dolari pe fiecare episod și îl consideră unul dintre cele mai importante nume ale sale. Serialul a câștigat mai multe premii Saturn pentru Cel mai bun serial (Best Syndicated Television Series) cu diverse ocazii, iar actorii au câștigat premii similare pentru interpretare. Ulterior, a luat laurii pentru efectele vizuale care au crescut în calitate și realism pe masură ce bugetul alocat show-ului a crescut.
Serialul începe la un an după filmul original și urmărește activitatea SG-1, prima echipă de exploratori ai noului creat Centru de Comanda Stargate (Stargate Command), după ce un atac inamic alertează Aviația Statelor Unite că Ra nu a fost singurul Goa'uld existent (așa cum se credea în film). Serialul expandează filmul, creând o mitologie bogată și o distribuție puternică a personajelor recurente.
Stargate SG-1 s-a dovedit a fi foarte popular. Fiecare din seriile 5 pînă la 8 putea fi ultima dar rating-urile au continuat a fi ridicate permițând astfel show-ului să bată toate recordurile și să se încheie o dată cu seria 10 (depășind recordul The X-Files pentru cel mai lung serial science-fiction american).
Cartea recordurilor recunoaște Stargate SG-1 ca fiind cel mai lung serial science-fiction care a rulat consecutiv în ediția din 2006. Serial este depășit doar de Doctor Who care deține recordul pentru cel mai lung serial science-fiction.
Pe 21 august 2006, canalul american de televiziune Sci Fi Channel a anunțat că nu va mai continua difuzarea unei noi serii Stargate SG-1 dupa o seria 10 cu slabe performanțe pe scara Nielsen. Multi fani s-au înfuriat la auzul știrii, creând chiar website-uri proprii pentru a-și arăta suportul pentru serial. Purtătorii de cuvănt ai producției au spus că toate opțiunile pentru continuarea serialului vor fi luate în considerare, incluzând emiterea complet digitală a acestuia.
Producătorul executiv Robert C. Cooper a transmis fanilor prin intermediul site-ul GateWorld că lucrează la continuarea seriei SG-1. Actualmente, nici o rețea de televiziune sau companie nu a comandat noi episoade din Stargate SG-1, așadar show-ul nu va continua până când nu va fi găsit un cumpărător. Se pare însă că SciFi a încercat să blocheze negocierile cu alte rețele, bazându-se pe contractul de exclusivitate cu MGM.
MGM a anunțat lansarea a două serii SG-1 direct pe DVD în prima jumătate a anului 2008. Stargate: The Ark of Truth va continua povestea cu Ori, iar Stargate: Continuum se va baza pe călătoria în timp. MGM are intenția de a continua seria de DVD-uri SG-1 cu un ritm de un DVD pe an.

### Stargate Atlantis
Stargate Atlantis a început ca un punct de cotitură în serialul Stargate SG-1, căruia urma să-i succeadă după un nou film Stargate. Filmul a fost planificat să apară după al șaselea sezon, dar după ce Stargate SG-1 a fost reînoit pentru încă un sezon, filmul s-a transformat în episodul "Lost City" din Stargate SG-1 iar locația pentru Stargate Atlantis a fost mutată în galaxia Pegasus. Aceasta a permis celor două seriale să se difuzeze în același timp în același univers, precum și realizarea de interconexiuni între seriale. Serialul este realizat în cea mai mare parte de aceiași echipă care a contribuit la realizarea SG-1 și este produs în aceleași studiouri de televiziune.
Atlantis a debutat pe Sci-Fi Channel în data de 16 iulie 2004, cu Joe Flanigan și Torri Higginson în rolurile principale, și Rainbow Francks, David Hewlett și Rachel Luttrell în rolurile secundare. Hewlett and Higginson au fost inițial personaje în SG-1. Din sezonul al doilea din Atlantis, Paul McGillion și Jason Momoa (care îl înlocuiește pe Francks) joacă de asemenea în rolurile secundare.
Subiectul serialului urmărește aventurile "expediției Atlantis", o combinație de forțe militare și oameni de știință care călătoresc în galaxia Pegas în căutarea Orașului Pierdut Atlantida, lăsat în urmă de o rasă puternică, cunoscută ca Anticii. Căutarea orașului a fost subiectul pentru cea mai mare parte a sezonului 7 din SG-1. O dată ajunși în oraș, oamenii constată că galaxia Pegas este dominată de un inamic teribil cunoscuți ca Wraith, de care trebuie să se apere în ciuda numărului copleșitor al acestora.
Serialul a obținut câteva premii pentru interpretare, efecte speciale și regie, incluzând și un Disc de Platină (WorldFest) pentru regia unuia dintre primele episoade ale primei serii. Atlantis s-a dovedit cel puțin la fel de încununat de succes ca SG-1, cu rating-uri constante pe scara Nielson în jurul valorii 1.9.

### Stargate Infinity
Stargate Infinity (abreviat SGI sau doar Infinity) este un serial animat realizat după Stargate SG-1 și a durat un sezon, (26 episoade a 30 minute fiecare), între 2002 - 2003. Mulți fani consideră serialul a fi de calitate scăzută, iar Brad Wright a declarat că nu ar trebui să fie considerat parte a universului Stargate.

### Stargate Universe
Seria a fost anunțată în 22 august 2008 și a debutat pe 2 octombrie 2009 în Statele Unite și în Canada, ca un film de doua ore, și au urmat episoade săptămânal pe Syfy în Statele Unite și pe Space în Canada. Seria are premiera pe Sky1 în Regatul Unit și Irlanda, pe 6 octombrie 2009 și pe Sci Fi în Australia la 9 octombrie 2009.

### Site-uri oficiale
- en  Site oficial Poarta Stelară Arhivat în 13 octombrie 2010, la Wayback Machine.
- en  SciFi Channel Stargate Website Arhivat în 10 aprilie 2014, la Wayback Machine.
- en  MGM Stargate Film

### Site-uri fani
- RoStargate-Site Dedicat Arhivat în 12 martie 2009, la Wayback Machine.
- Wikia are un wiki despre: Stargate
- GateWorld
- Stargate SG1 Romania Arhivat în 2 octombrie 2008, la Wayback Machine.
- Stargate Romania
- Forum Stargate Arhivat în 14 noiembrie 2007, la Wayback Machine.
- Stargate - filmul (cinemagia.ro)